# Золота ліга ІААФ
Золота ліга — легкоатлетичні змагання, засновані 1998 року Міжнародною асоціацією легкоатлетичних федерацій. У 2009 році відбулися останні етапи Золотої ліги. З 2010 року її замінила нова серія стартів — Діамантова ліга ІААФ.
Змагання складалися з шести етапів. Призовий фонд становив 1 мільйон доларів США. Спортсмен котрий перемагав на кожному з цих етапів у своїй дисципліні ставав володарем частки грошової винагороди. Види дисциплін, які брали участь у розіграші головного призу, визначалися щороку ІААФ.

## Історія
- Перша серія етапів Золотої ліги відбулася в 1998 році в шести містах, а саме: Осло, Рим, Монако, Цюрих, Брюссель, Берлін.
- З 1999 року додався сьомий етап в Парижі.
- В 2000, 2001 роках переможці отримували 50 кг золотих злитків.
- У 2003 році організатори змагань повернулися до преміювання спортсменів грошима, а не золотом. Тож переможці знову почали отримувати мільйон доларів США. Етап в Монако був виключений зі змагань.
- У 2006 році структура нагородження переможців була дещо змінена. Спортсмени, котрі перемогли на п'яти з шести етапах отримували 250 000 доларів США. Переможці ж всіх шести етапів ділили між собою решту 750 тисяч.
- 2007 року переможці знову ділили між собою 1 мільйон. Однак якщо ніхто з учасників не переміг би в своїх дисциплінах на шести етапах, то переможці п'яти етапів отримували б тільки половину з цієї суми.

## Переможці
| Рік  | Переможці             | Дисципліна         | Призові               |
| ---- | --------------------- | ------------------ | --------------------- |
| 1998 | Гішам Ель-Герруж      | 1500 м/миля        | $ 333 333             |
| 1998 | Хайле Гебрселассіє    | 5000 м/10000 м     | $ 333 333             |
| 1998 | Маріон Джонс          | 100 м              | $ 333 333             |
| 1999 | Вілсон Кіпкетер       | 800 м              | $ 500,000             |
| 1999 | Габріела Сабо         | 3000 м/5000 м      | $ 500,000             |
| 2000 | Гішам Ель-Герруж      | 1500 м/миля        | 12.5 кг Золоті злитки |
| 2000 | Моріс Грін            | 100 м              | 12.5 кг Золоті злитки |
| 2000 | Тріне Хатестад        | Метання спису      | 12.5 кг Золоті злитки |
| 2000 | Тетяна Котова         | Стрибки у довжину  | 12.5 кг Золоті злитки |
| 2001 | Андре Буше            | 800 м              | 8.33 кг Золоті злитки |
| 2001 | Гішам Ель-Герруж      | 1500 м/миля/2000 м | 8.33 кг Золоті злитки |
| 2001 | Ален Джонсон          | 110 м з бар'єрами  | 8.33 кг Золоті злитки |
| 2001 | Маріон Джонс          | 100 м              | 8.33 кг Золоті злитки |
| 2001 | Віолета Шекелі        | 1500 м             | 8.33 кг Золоті злитки |
| 2001 | Ольга Єгорова         | 3000 м/5000 м      | 8.33 кг Золоті злитки |
| 2002 | Гішам Ель-Герруж      | 1500 м             | 12.5 кг Золоті злитки |
| 2002 | Ана Гевара            | 400 м              | 12.5 кг Золоті злитки |
| 2002 | Маріон Джонс          | 100 м              | 12.5 кг Золоті злитки |
| 2002 | Фелікс Санчес         | 400 м з бар'єрами  | 12.5 кг Золоті злитки |
| 2003 | Марія Мутола          | 800 м              | $ 1,000,000           |
| 2004 | Крістіан Олсон        | Потрійний стрибок  | $ 500,000             |
| 2004 | Тонік Вільямс-Дарлінг | 400 м              | $ 500,000             |
| 2005 | Тетяна Лебедєва       | Потрійний стрибок  | $ 1,000,000           |
| 2006 | Асафа Павел           | 100 м              | $ 249,999             |
| 2006 | Джеремі Ворінер       | 400 м              | $ 249,999             |
| 2006 | Саня Річардс          | 400 м              | $ 249,999             |
| 2006 | Кененіса Бекеле       | 5000 м             | $ 83,333              |
| 2006 | Тірунеш Дібаба        | 5000 м             | $ 83,333              |
| 2006 | Ірвінг Саладіно       | Стрибки у довжину  | $ 83,333              |
| 2007 | Олена Ісинбаєва       | Стрибки з жердиною | $ 500,000             |
| 2007 | Саня Річардс          | 400 м              | $ 500,000             |
| 2008 | Памела Джелімо        | 800 м              | $ 1,000,000           |
| 2009 | Саня Річардс          | 400 м              | $ 333,333             |
| 2009 | Олена Ісинбаєва       | Стрибки з жердиною | $ 333,333             |
| 2009 | Кененіса Бекеле       | 3000 м/5000 м      | $ 333,333             |

## Міста проведення змагань
У 2009 році етапи золотої ліги відбувалися на таких стадіонах:
| Дата      | Стадіон                | Місто    | Країна    |
| --------- | ---------------------- | -------- | --------- |
| 14 червня | Олімпіаштадіон         | Берлін   | Німеччина |
| 3 липня   | Біслет                 | Осло     | Норвегія  |
| 10 липня  | Стадіо Олімпіко        | Рим      | Італія    |
| 17 липня  | Стад де Франс          | Сен-Дені | Франція   |
| 28 серпня | Летцигрунд             | Цюрих    | Швейцарія |
| 4 вересня | Стадіон короля Бодуена | Брюсель  | Бельгія   |